# Nomenclatura D-L

Isómeros D- y L- del ácido láctico.

La nomenclatura D-L permite designar la configuración espacial absoluta de un enantiómero que posee un solo carbono asimétrico. Estos compuestos poseen dos formas estereoisómeras que son imágenes especulares no superponibles (como las dos manos de una persona), y se designan con las letras D- y L-, delante del nombre del compuesto.  Estas letras proceden de las palabras latinas dextro y levo, pero no se debe confundir con la nomenclatura relativa que clasifica a los enantiómeros en formas dextrógiras y levógiras.
Cuando el isómero posee más de un carbono asimétrico, es mejor usar otro tipo de nomenclatura, como el sistema de reglas de Cahn, Ingold y Prelog.

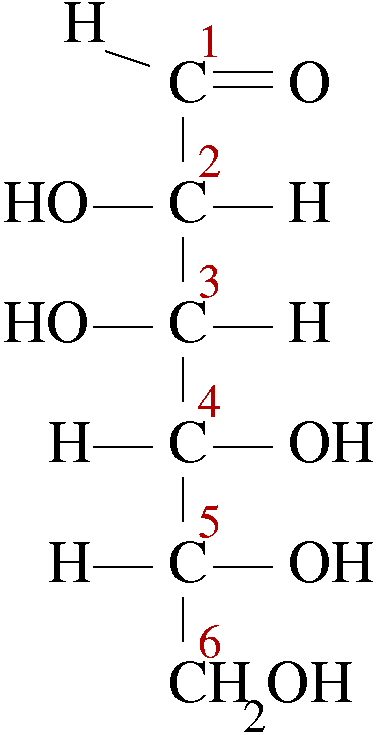
Isómero D- de una hexosa, la D-manosa, con el grupo OH del penúltimo carbono hacia la derecha.

## Reglas de designación
Para conocer qué letra asignar a cada enantiómero, se parte de la proyección de Fischer, en la cual se proyecta la molécula sobre el plano del papel del siguiente modo:
1. La cadena carbonada se sitúa en dirección vertical, con los grupos que la integran en dirección a la parte posterior del plano, hacia atrás.
2. La cadena se orienta con la parte más oxidada hacia arriba y la más reducida hacia abajo.
3. Los sustituyentes que no integran la cadena carbonada quedan horizontales y están dirigidos hacia la parte anterior del plano.[2]

Aplicando estas reglas, el isómero D es el que presenta el grupo funcional a la derecha desde el punto de vista del observador, y el isómero L es el que tiene dicho grupo funcional hacia la izquierda. En el caso de los glúcidos, la proyección de Fischer se hace al revés: la cadena se representa verticalmente con el carbono más oxidado arriba y el más reducido abajo, ambos hacia la parte posterior del plano, y los demás carbonos se proyectan hacia fuera del plano (hacia el lector). En este caso, el isómero D es que deja el grupo hidroxilo (-OH) del penúltimo carbono a la derecha, y el isómero L el que lo deja a la izquierda, ya que esta vez se ha representado invirtiendo el plano usado en la proyección de Fischer.
En la imagen superior de los dos isómeros del ácido láctico, el (D)-(-)-ácido láctico posee el grupo funcional OH hacia la derecha mientras el (L)-(+)-ácido láctico posee el grupo funcional OH hacia la izquierda.
- En las pentosas y hexosas, se considera grupo funcional al grupo OH del penúltimo carbono por ser el carbono asimétrico más alejado del grupo aldehído o cetona que sería el grupo más oxidado. En la imagen de la D-manosa, se trata del C5.

Isómeros D- y L- de un aminoácido

- En los aminoácidos se considera grupo funcional al grupo amino (NH2) del segundo carbono (carbono a, también llamado carbono α)

## Actividad óptica y nomenclatura D-L
Los dos isómeros (D)- y (L)- de un compuesto presentan actividad óptica. No obstante, esta nomenclatura no indica si el compuesto es dextrógiro o levógiro, es decir si desvía el plano de la luz polarizada hacia la derecha o hacia la izquierda, aunque puede coincidir en algunos casos. Por ejemplo, el D-gliceraldehído es dextrógiro (+), o sea las dos formas del gliceraldehído son el (D)-(+)-gliceraldehído y el (L)-(-)-gliceraldehído. Pero esto no siempre es así. El (D)-(-)-ácido láctico es levógiro (-), mientras el (L)-(+)-ácido láctico es dextrógiro (+).